# Galatina

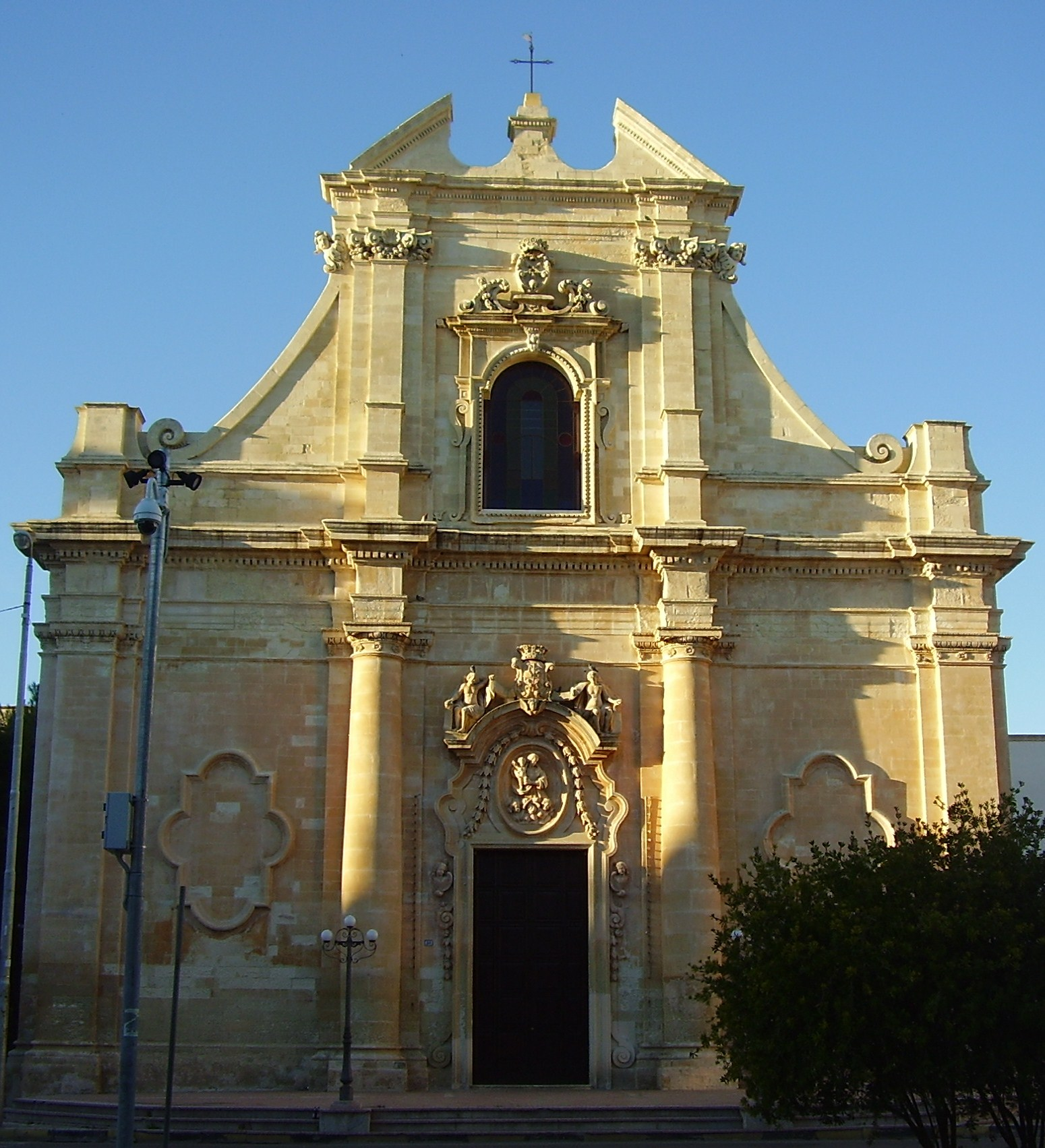
Kerk

Galatina is een gemeente in de Italiaanse provincie Lecce (regio Apulië) en telt 27.199 inwoners (31-12-2011). De oppervlakte bedraagt 81,6 km², de bevolkingsdichtheid is 340 inwoners per km².
De volgende frazioni maken deel uit van de gemeente: Noha, Collemeto en Santa Barbara.

## Demografie
Galatina telt ongeveer 9453 huishoudens. Het aantal inwoners daalde in de periode 1991-2001 met 4,1% volgens cijfers uit de tienjaarlijkse volkstellingen van ISTAT.
| Jaar | Inwoneraantal |
| ---- | ------------- |
| 1991 | 29.296        |
| 2001 | 28.081        |
| 2011 | 27.199        |

## Geografie
Galatina grenst aan de volgende gemeenten: Aradeo, Copertino, Corigliano d'Otranto, Cutrofiano, Galatone, Lequile, Nardò, Seclì, Sogliano Cavour en Soleto.